# هاي مش عيشة (فلم)
هاي مش عيشة هو فيلم وثائقي للمخرجة الفلسطينية علياء أرصغلي أُنتج عام 2001، حاصل على جائزة السلام في المهرجان الدولي التاسع لسينما المرأة في تورينو، ايطاليا عام 2002، وحصل الفيلم على تنويه خاص من لجنة التحكيم الدولية في المهرجان نفسه لقدرة المخرجة على التعبير عن مأساة وعنف الحرب وتأثيرها في الحياة اليومية للمرأة الفلسطينية.

## أحداث الفيلم
يصور الفيلم 8 نساء فلسطينيات من خلفيات دينية واجتماعية متعددة، وكيفية العيش في ظروف الحرب ويطمحن للسلام في ظل واقع رهيب من المعاناة والآلام في حياتهم، وما هن إلى نساء عاديات يعملن في مجال الإعلام والمسرح، والزراعة، ومنهن من هي عاملة نظافة، وصاحبة محل أزياء، وطالبة بالثانوية واخرى في الجامعة، وربية منزل. يعيشون الحياة الطبيعية التي تصنع الأخبار لكن الأخبار تهمش حياتهن. يتكلمن هؤلاء النساء عن حياتهن بلوعة ومرارة وغضب فهي حياة منتجة، لكن الحرب قلصتها إلى المخاوف والصدمات والمآسي، فقد خسرن خسائر فادحة في مصادر رزقهن وأرضهن وموت أحبائهن وضياع أهدافهن. ما يعبر عنه الفيلم هو قوة وعمق إصرارهن على حياة ذات معنى فيها مشاركة وعطاء وطقوس الحياة اليومية العادية لا حياة الحرب المهينة المرعبة.